# 北京三联韬奋书店

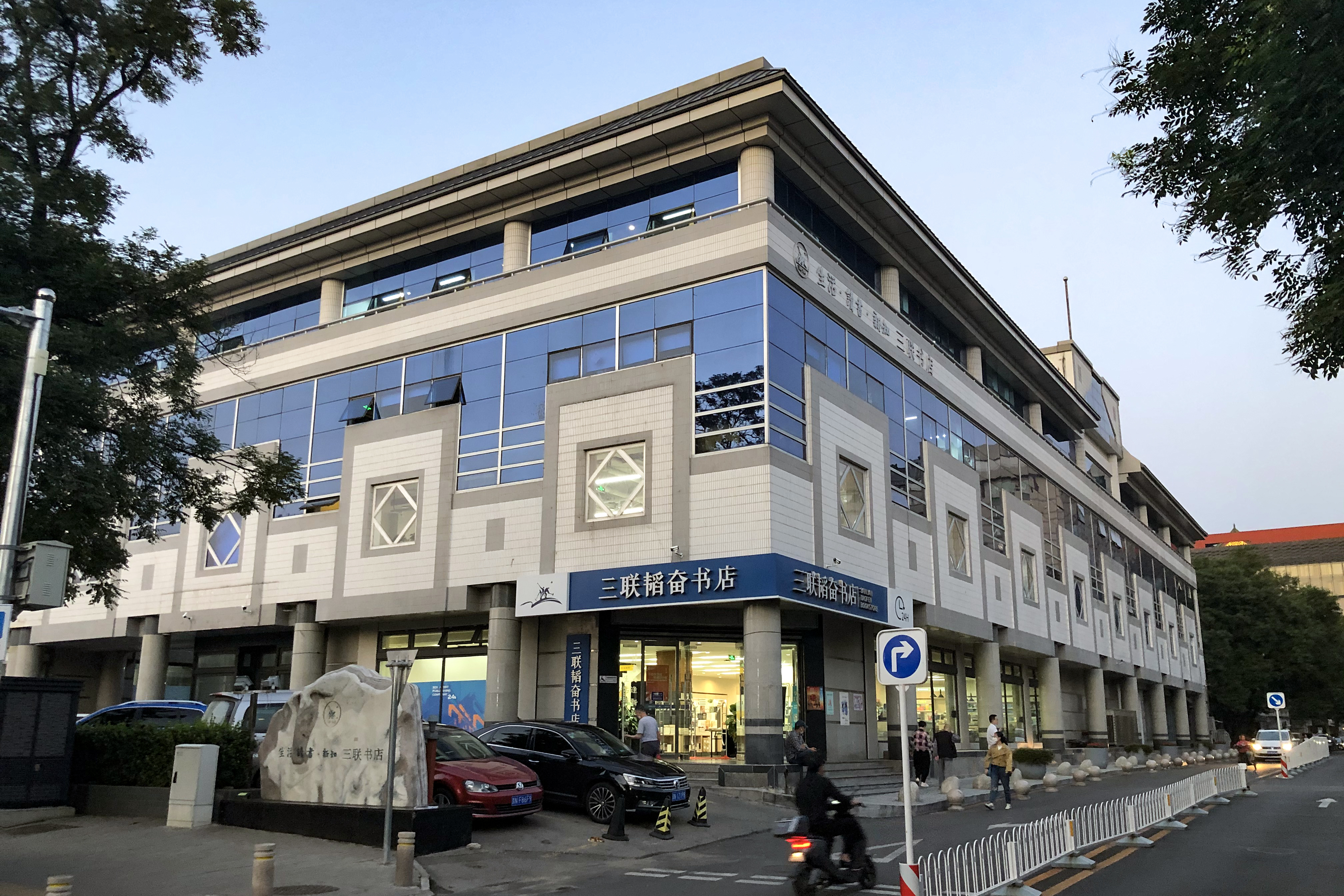
北京三联韬奋书店

北京三联韬奋书店位于中国北京市东城区美术馆东街22号，是生活·读书·新知三联书店的书店。

## 历史
北京三联韬奋书店位于中国美术馆东侧，于1996年开业，初名“北京三联韬奋图书中心”。该图书中心经中华人民共和国新闻出版署批准成立，生活·读书·新知三联书店投资兴建。该书店以经营文化学术类图书为主。2009年，三联韬奋图书中心网上书店（www.slbook1996.com）开张。由于经营不善，2010年，三联韬奋图书中心将地上二层变为咖啡馆，引入“雕刻时光”，于2010年10月对外营业。2010年，北京三联韬奋图书中心改制为由生活·读书·新知三联书店独家控股的股份有限公司，并更名为“北京三联韬奋书店有限公司”，于2010年9月26日举行了改制揭牌仪式。